# Sexy (альбом)
Sexy — мініальбом української співачки Вєрки Сердючки, реліз якого відбувся 4 вересня 2020 року.

## Про альбом
Про новий альбом стало відомо в лютому 2020 року. Андрій Данилко в одному інтерв'ю зізнався, що на концертах, які вони влаштовують спеціально для Євробачення, йому бракує англомовних пісень, тому вирішено було випустити мініальбом з піснями англійською. Раніше, в грудні 2019 року, вийшов сингл «Make It Rain Champagne», щоб оцінити реакцію шанувальників на англомовну пісню.
Альбом повинен був вийти в березні-квітні напередодні «Євробачення 2020», проте у зв'язку з пандемією, реліз був скасований. 1 вересня Вєрка у своєму Instagram оголосила про вихід нового мініальбому 4 вересня 2020 року.
Альбом був записаний у Швеції, над ним працювали Андреас Ерн, Кріс Уейл і Пітер Бострем.

## Список композицій
| #     | Назва                    | Автор                                 | Тривалість |
| ----- | ------------------------ | ------------------------------------- | ---------- |
| 1.    | «Swedish Lullaby»        | Андреас Ерн, Кріс Уейл, Пітер Бострем | 3:15       |
| 2.    | «Sexy»                   | Андреас Ерн, Пітер Бострем            | 3:19       |
| 3.    | «Disco Kicks»            | Андреас Ерн, Пітер Бострем            | 3:06       |
| 4.    | «Make It Rain Champagne» | Андреас Ерн, Пітер Бострем            | 2:52       |
| 12:35 |                          |                                       |            |